# Król Roger
Król Roger (Koning Roger) is een opera in drie bedrijven van Karol Szymanowski op een libretto van Jarosław Iwaszkiewicz, zijn neef, en de componist zelf. De wereldpremière vond plaats op 19 juni 1926 in Warschau. De rol van Roxana werd bezet door de sopraan Stanisława Korwin-Szymanowska, de zus van de componist.
De opera vond zijn oorsprong in Szymanowski's enthousiasme voor mediterrane cultuur als smeltkroes van verschillende volkeren en religies. In 1911 en 1914 reisde hij veel door dit gebied en hij deelde zijn liefde voor de regio met Iwaszkiewicz. In de zomer van 1918 besloten beiden, toen ze in Odessa, Oekraïne waren, tot het project. De opera ontstond tussen 1918 en 1924. Szymanowski's verloren gegane roman Efebos handelde over dezelfde mystieke thema's die de inspiratie waren voor dit werk.

## Opvoeringsgeschiedenis
Sinds de première in 1926 zijn opvoeringen van Koning Roger vrij zeldzaam. Kort erop volgden twee producties, de eerste in Duisburg in 1928, de tweede in Praag in 1932. De eerste voorstelling na de Tweede Wereldoorlog vond plaats in Palermo in 1949 (in aanwezigheid van de librettist), waarna het een aantal jaren duurde voordat de opera weer gezien werd.
In 1975 produceerde de New Opera Company in Londen een nieuwe productie o.l.v. Charles Mackerras, in 1981 werd de opera voor het eerst in de V.S. gehoord tijdens een concertuitvoering door het St. Louis Symphony in St. Louis, gedirigeerd door Leonard Slatkin. Datzelfde jaar vond er een opvoering plaats in het Teatro Colón in Buenos Aires, gedirigeerd door Stanislaw Wislocki.
Vanaf eind jaren tachtig lijkt er een soort revival op gang gekomen te zijn, met zo'n dertien producties op verschillende locaties.

## Rollen
| Rol                                                                                              | Stemtype | Première, 19 juni 1926 (Dirigent: Emil Młynarski) |
| ------------------------------------------------------------------------------------------------ | -------- | ------------------------------------------------- |
| Roger II                                                                                         | bariton  | Eugeniusz Mossakowski                             |
| Roxana, zijn vrouw                                                                               | sopraan  | Stanisława Korwin-Szymanowska                     |
| Edrisi, een Arabische geleerde                                                                   | tenor    | Maurycy Janowski                                  |
| Herder                                                                                           | tenor    | Adam Dobosz                                       |
| Aartsbisschop                                                                                    | bas      |                                                   |
| Vrouwelijke diaken                                                                               | alt      |                                                   |
| Priesters, monniken, nonnen, acolieten, hovelingen, wachters, eunuchs, volgelingen van de herder |          |                                                   |

## Inhoud
Plaats van handeling: Sicilië
Tijd: 12e eeuw
Het verhaal handelt over de verlichting van de christelijke koning Roger II door een jonge herder die staat voor heidense idealen.
Akte IDe herder wordt bij koning Roger en zijn hof tijden de mis in de kathedraal van Palermo geïntroduceerd. Ondanks de roep om straf van de aartsbisschop, overtuigt Roxana, Rogers vrouw, de koning ervan hem niet te doden. Roger beveelt de jonge man die avond op het paleis te komen, waar hij zichzelf nader moet verklaren en zich onderwerpen aan het oordeel van de koning.
Akte IIZoals hem bevolen werd verschijnt de herder aan de paleishekken. Roxana zingt een verleidelijk lied, dat duidelijk een respons is op de bezoeker, en waardoor Roger toenemend geagiteerd raakt. Als de herder binnengeleid wordt, beschrijft hij zijn geloof tot in details, en al snel volgt bijna het gehele hof hem in een extatische dans. Roger probeert hem te ketenen, maar de herder breekt zonder moeite los en verlaat het paleis waarbij bijna iedereen hem volgt. Alleen de koning en zijn Arabische adviseur, Edriusi, blijven achter, maar al snel besluit Roger de herder te volgen.
Akte IIIIn een oud Grieks theater voegt koning Roger zich bij Roxana, die haar echtgenoot vertelt dat alleen de herder hem van zijn angsten en jaloezie kan bevrijden. Er wordt een vuur aangestoken en de volgelingen van de herder beginnen een nieuwe dans, terwijl de herder transformeert tot Dionysos. Als de dans eindigt en de deelnemers het toneel verlaten, blijft Roger getransformeerd door de ervaring achter en zingt een vreugdevolle hymne bij de komst van de morgenzon.

## Opnames
| jaar | Bezetting: (Koning Roger, Roxana, Edrissi, Herder)                     | Dirigent, Operahuis en orkest | Label                                                                       |
| ---- | ---------------------------------------------------------------------- | --- | --------------------------------------------------------------------------- |
| 1990 | Andrzej Hiolski, Barbara Zagórzanka, Wiesław Ochman, Henryk Grychnik   | Antoni Wit, Polish State Philharmonic Orchestra and Chorus en het Cracow Philharmonic Boys' Choir                                  | CD: Marco Polo, Cat: 223339; Naxos, Cat: 8660062-63                         |
| 1998 | Thomas Hampson, Elżbieta Szmytka, Ryszard Minkiewicz, Philip Langridge | Simon Rattle, City of Birmingham Symphony Orchestra and Chorus, plus City of Birmingham Symphony Youth Chorus                      | CD: EMI Cat: 56823 and Cat: 14576                                           |
| 2003 | Wojtek Drabowicz, Olga Pasiecznik, Piotr Beczała, Krzystof Szmyt       | Jacek Kaspszyk, Polish National Opera Orchestra and Chorus en All Polacca Youth Choir (Live opname bij het Teatr Wielki, Warschau) | CD: Accord Cat: ACD 131-2                                                   |
| 2009 | Scott Hendricks, Olga Pasitsjnyk, John Graham-Hall, Willy Hartmann     | Mark Elder, Vienna Symphony Orchestra en het Polish Radio Choir, Kraków, plus het Children's Chorus of Musikhauptschule Bregenz    | DVD: C-Major Cat: 702808 (NTTC)                                             |
| 2007 | Andrzej Dobber, Aleksandra Buczek, Rafal Majzner, Pavlo Tolstoy        | Ewa Michnik, Wroclaw Opera Orchestra and Choir and Angelus Chamber Choir                                                           | DVD: Narodowy Instytut Audiowizualny Cat: 5908259554143 (alleen PAL versie) |